# International Okinawan Gōjū-ryū Karate-dō Federation
La IOGKF - International Okinawa Gōjū-ryu Karate-dō Federation - è stata fondata nel 1979 da Morio Higaonna Sensei. Fu istituita con lo scopo di proteggere come un intangibile tesoro culturale il Karate-Dō Gōjū- Ryu tradizionale di Okinawa preservandolo nella sua forma originaria. La IOGKF ha preso forma col supporto e l'aiuto di Ken Miyagi (quarto figlio del fondatore del Gōjū-Ryu Chōjun Miyagi), di An'Ichi Miyagi (allievo di Chōjun Miyagi) e altri studenti dell'ultimo periodo di insegnamento di Chōjun Miyagi, Seiko Kina, Seijin Nakamoto, Kiei Tomoyose, Shunshin Furungen, Jitsuei Yogi e Shuichi Aragaki.
Dalla fondazione della IOGKF, gli insegnamenti di Morio Higaonna Sensei hanno raggiunto tutto il mondo, e la IOGKF è arrivata a contare più di 55 nazioni affiliate e più di 75.000 iscritti.
Ogni anno si tengono gasshuku in tutti i paesi membri per assicurare la trasmissione corretta delle tecniche e per promuovere l'amicizia e gli scambi fra tutti gli affiliati. La IOGKF è una delle poche scuole di karate tradizionale riconosciute dal Governo Giapponese è infatti riconosciuta dalla Nihon Kobudo Kyokai (Associazione di Arti Marziali Tradizionali Giapponesi che certifica le arti marziali antiche).
Nel settembre del 2007 Higaonna Sensei ha ricevuto il 10º dan (il grado più elevato nel karate) e una speciale attestazione firmata sia da An'Ichi Miyagi Sensei che da Aragaki Shuichi Sensei, allievi diretti di Chōjun Miyagi Sensei che riconosce la discendenza diretta dei suoi insegnamenti da Miyagi Chōjun Sensei.  Higaonna Sensei nel 2013 ha anche ricevuto un importante riconoscimento dalla Prefettura di Okinawa che lo ha riconosciuto come patrimonio culturale vivente per la sua vita spesa nel perfezionamento dell'Arte e aver contribuito alla diffusione del karate tradizionale di Okinawa nel mondo.
Nel 2012 Higaonna Sensei  ha nominato Tetsuji Nakamura Sensei come suo successore e capo istruttore mondiale IOGKF. Ernie Molyneux Sensei (EGKA England) e Henrik Larsen Sensei (IOGKF Danimarca) sono stati nominati al ruolo di vice capo istruttori IOGKF, e insieme a Nakamura Sensei costituiscono il Comitato Esecutivo della IOGKF.
Nel 2022 ha subito una scissione dopo che  Morio Higaonna Sensei ha lasciato la IOGKF stante il rifiuto da parte del direttivo della stessa di tornare ad essere il capo istruttore mondiale. Ha quindi creato una nuova organizzazione, la TOGKF in cui sono confluiti molti dei membri della IOGKF.
Il quartier generale della IOGKF di Okinawa è stato quindi spostato dall'Higaonna Dojo di Okinawa a  lo Shudokan Karate and Family Center, Burlington, Ontario, Canada.

## Ken Kon
Il simbolo della IOGKF è il Ken Kon. Il giapponese “Ken” significa cielo e “Kon” la terra. Il cielo è rappresentato come un cerchio e la terra come un quadrato; simbolizzando l'immensità del cielo e della terra. Il cielo si riferisce al morbido e la terra al duro. L'emblema esprime l'armonia naturale tra il morbido e il duro. Cielo e Terra. Il significato di “Go Ju” è direttamente in relazione all' emblema e come questo rappresenta il morbido e il duro, “Go” significa duro e “Ju” morbido. Il simbolo scelto dal Maestro Miyagi è anche l'emblema della sua famiglia. Il Simbolo Ken Kon è registrato in Italia a favore del Tora Kan, Honbu Dōjō IOGKF Italia.